# Phoberomys pattersoni
Phoberomys pattersoni là một loài gặm nhấm đã tuyệt chủng đã sinh sống ở vùng đồng bằng châu thổ sông Orinoco khoảng 8 triệu năm trước. Đây là loài lớn nhất trong chi khoảng 8 loài. Giống như nhiều loài gặm nhấm khác, Phoberomys có răng tiền hàm và răng hàm chóp cao.

## Mô tả
Một bộ xương gần như hoàn chỉnh đã được khám phá ở thành hệ Urumaco tại Urumaco, Venezuela, vào năm 2000. Loài mới này sau đó đã được phân loại với tên gọi là Phoberomys pattersoni nhằm vinh danh nhà cổ sinh vật học Brian Patterson. Từ hóa thạch, các nhà nghiên cứu đã có thể phục dựng kích cỡ và lối sống khả dĩ của loài này. Loài này dài 3 m (9,8 ft) với đuôi dài 1,5 m (4,9 ft), và có lẽ cân nặng 250 và 700 kg (550 và 1.540 lb)), làm cho nó là trong một số năm loài gặm nhấm nổi tiếng nhất có thể ước lượng kích thước và trọng lượng tốt. Phoberomys bất thường] vẫn còn lớn hơn một chút, nhưng nó không được biết đến từ bất kỳ phần nào hoàn chỉnh hợp lý, vì vậy kích thước của nó không thể được ước tính chính xác hơn.
Đầu năm 2008, công bố của Josephoartigasia monesi đã được công bố, thậm chí còn lớn hơn.